# 25884 Asai
25884 Asai este o planetă minoră (asteroid), cu un diametru de 1,914 km, din centura de asteroizi. A fost descoperită pe 20 septembrie 2000 la Bisei Spaceguard Center⁠(d) de BATTeRS⁠(d). 
Obiectul prezintă o orbită caracterizată de o semiaxă mare de 1,9541336 UAi, o excentricitate de 0,08, o înclinație de 21,56371 ° în raport cu ecliptica.